# 이와쿠라촌 (교토부)
이와쿠라촌(일본어: 岩倉村)은 일본 교토부 오타기군에 설치되었던 촌이다.